# William McGregor
William McGregor (Braco, Perthshire, Escocia, 13 de abril de 1846 - Birmingham, Inglaterra, 20 de diciembre de 1911) fue un administrador del fútbol asociado en la Era Victoriana, que es considerado como el fundador de la Football League, la primera liga de fútbol organizado del mundo.
Tras mudarse de Perthshire a Birmingham para establecer un negocio como mercero, McGregor se interesó con el equipo de fútbol local Aston Villa, al cual ayudó a establecerse como uno de los equipos más importantes de Inglaterra. Sirvió al club por más de veinte años en diversos cargos, incluyendo presidente y directivo. En 1888, frustrado por las cancelaciones regulares de los partidos del Villa, McGregor organizó una reunión con los representantes de los principales equipos de Inglaterra, que condujo a la formación de la Football League, dándole a los clubes miembros un fixture garantizado para toda la temporada. Esto fue decisivo en la transición del fútbol desde un pasatiempo amateur a un negocio profesional.
McGregor sirvió como presidente y directivo de la Football League, y también fue presidente de la Football Association (la FA). Fue reconocido por la FA por sus servicios al deporte poco antes de su muerte en 1911, y fue honrado póstumamente por las autoridades del fútbol local y del Aston Villa.

## Biografía
William McGregor nació el 13 de abril de 1846 en Braco, Perthshire, Escocia. Se interesó en el fútbol por primera vez tras observar un partido entre artesanos locales y visitantes en Ardoch. Sirvió a un aprendiz como mercero en Perth y en 1870, siguiendo el ejemplo de su hermano Peter, se mudó a Birmingham, y abrió su propia mercería en Aston, un área en las afueras de la ciudad. Tras su llegada a las Midlands se involucró con un club de fútbol local, el Calthorpe, que había sido fundado por un viejo amigo escocés, Campbell Orr. McGregor estaba tan entusiasmado con el juego que arregló que su negocio cerrara temprano los sábados para que pudiera ver los partidos, y luego vendió equipamiento futbolístico en el negocio, el cual se transformó en un punto de reunión popular para los entusiastas del fútbol.
McGregor se casó con Jessie, y la pareja tuvo una hija y un hijo, también llamados Jessie y William. Como abstemio, McGregor apoyaba el movimiento de abstinencia, y participaba en la rama local del Partido Liberal, hasta que su membrecía caducó en 1882 debido a la creciente cantidad de tiempo que le dedicaba al fútbol. Se involucró en los primeros intentos para establecer una liga de béisbol en el Reino Unido, y trabajó como tesorero honorario de la Baseball Association of Great Britain and Ireland. A pesar de su dedicación al deporte, mantuvo su mercería a lo largo de su vida.

## Asociación con el Aston Villa

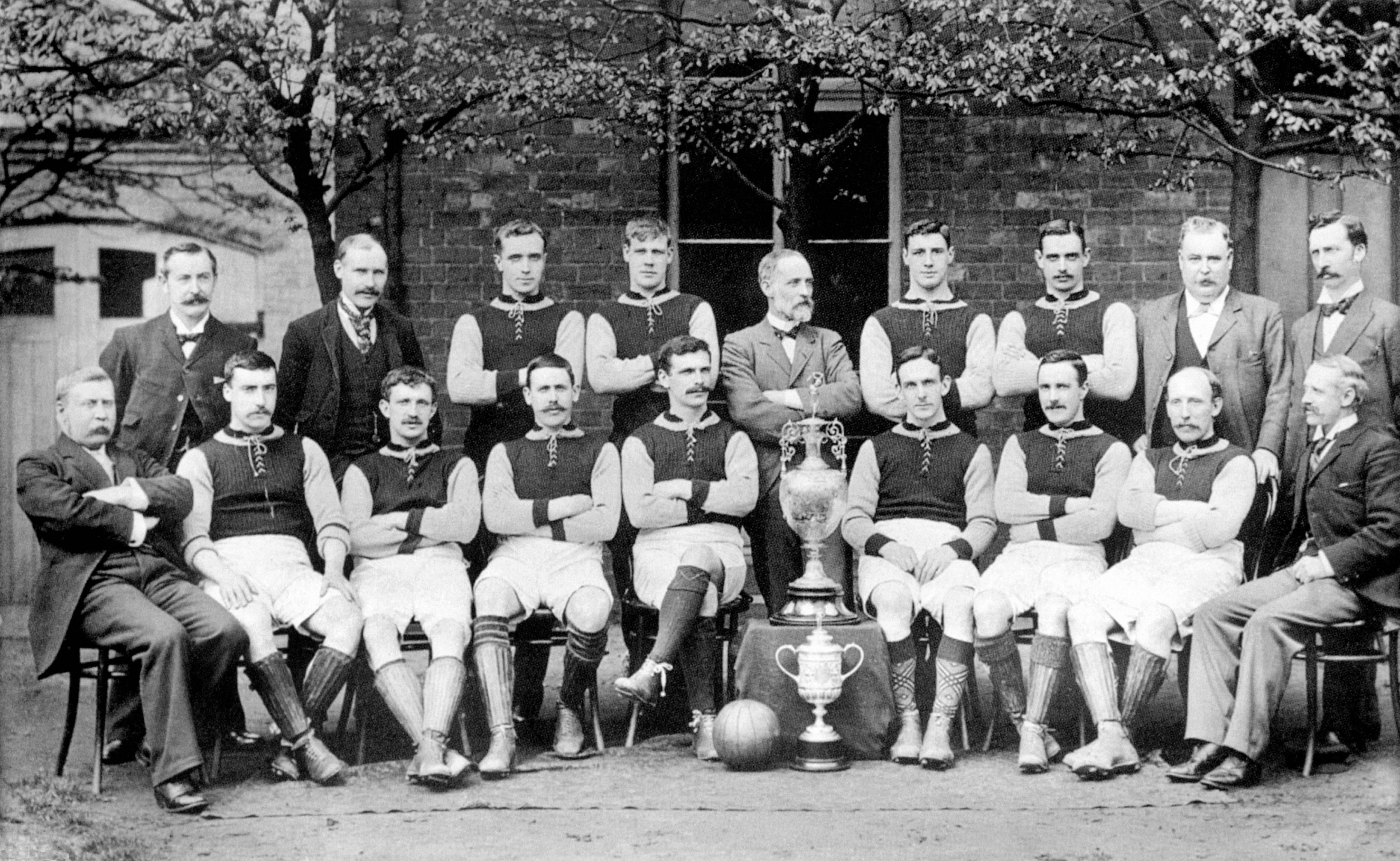
El equipo del Aston Villa de la temporada 1896-97, con la copa de la First Division y la FA Cup.

En 1877, McGregor fue invitado para convertirse en un miembro del comité del Aston Villa, un club formado tres años antes. También arbitró algunos partidos para el club. En ese tiempo el club jugaba en Aston Park, cerca del local del negocio de McGregor. Se interesó en unirse al Villa debido al fuerte contingente de escoceses en las filas del club, el emocionante estilo de juego del equipo y a la conexión que la institución tenía con una iglesia wesleyana.

### Nota
1. ↑  El concepto de árbitro no se había introducido en el fútbol en la década de 1870. Los partidos eran oficiados por dos jueces, suministrados por cada uno de los equipos involucrados.